# Milan Veselý
Milan Veselý (* 28. října 1956) je bývalý československý fotbalista, brankář.

## Fotbalová kariéra
V lize hrál za Slavii Praha (1978–1980), za Tatran Prešov (1980–1984) a znovu za Slavii Praha. V naší nejvyšší soutěži odchytal 155 utkání. Po skončení aktivní kariéry působí jako trenér brankářů a asistent.

## Ligová bilance
| Ročník                                   | Zápasy | Góly | Klub          |
| ---------------------------------------- | ------ | ---- | ------------- |
| 1. československá fotbalová liga 1978/79 | 2      | 0    | Slavia Praha  |
| 1. československá fotbalová liga 1979/80 | 1      | 0    | Slavia Praha  |
| 1. československá fotbalová liga 1980/81 | 11     | 0    | Tatran Prešov |
| 1. československá fotbalová liga 1981/82 | 25     | 0    | Tatran Prešov |
| 1. československá fotbalová liga 1982/83 | 30     | 0    | Tatran Prešov |
| 1. československá fotbalová liga 1983/84 | 17     | 0    | Tatran Prešov |
| 1. československá fotbalová liga 1984/85 | 23     | 0    | Slavia Praha  |
| 1. československá fotbalová liga 1985/86 | 7      | 0    | Slavia Praha  |
| 1. československá fotbalová liga 1986/87 | 22     | 0    | Slavia Praha  |
| 1. československá fotbalová liga 1987/88 | 17     | 0    | Slavia Praha  |
| LIGA CELKEM                              | 155    | 0    |               |